# Grüner Herings-Täubling
Der Grüne oder Hellgrüne Herings-Täubling (Russula pseudo-olivascens syn. R. elaeodes) ist ein Pilz aus der Familie der Täublingsverwandten (Russulaceae). Es handelt sich um einen Herings-Täubling (Subsektion Xerampelinae) mit dem typischen Geruch nach Heringslake und meist grünen Hutfarben.

## Merkmale

### Makroskopische Merkmale
Der Hut ist oliv- oder gelbgrün gefärbt, manchmal ist er auch bräunlich oder fleischrötlich überlaufen. In der Mitte weist er dunklere und am Rand hellere Töne auf. Die Kappe erreicht einen Durchmesser zwischen vier und acht Zentimetern. Die Oberfläche ist glatt bis runzelig in der Mitte und meist glänzend. Die Huthaut lässt sich höchstens zur Hälfte abziehen. Die Lamellen sind hell elfenbeinfarben und stehen recht gedrängt.
Der Stiel ist weiß, verfärbt sich aber bräunlich, jedoch nicht rötlich. Er wird bis zu 7,5 Zentimeter lang. Das Fleisch ist weiß, läuft aber braun an, ist relativ weich und zerbrechlich. Es schmeckt mild und riecht typisch nach Heringslake. Der Geruch ist gelegentlich nur wenig ausgeprägt. Wie beim Roten Herings-Täubling (R. xerampelina) färbt es sich mit Eisensulfat sofort olivgrün und mit Anilin rot bis annähernd korallenrot.
Das Sporenpulver ist cremefarben bis hellocker getönt.

### Mikroskopische Merkmale
Die Sporen sind mit 6,5–9 × 6,2–8 Mikrometern fast kugelig. Die Oberfläche ist grobwarzig-stachelig und gratig bis fast netzig. Zystiden sind zahlreich vorhanden und spindelförmig ausgebildet, sind jedoch unauffällig.

## Artabgrenzung
Der Grüne Herings-Täubling ist durch seinen Geruch nach Heringslake und die grünen Hutfarben gut gekennzeichnet. Anderen grünen Täublingen wie dem Grasgrünen Täubling (R. aeruginea), dem Grünen Speisetäubling (R. heterophylla) oder grünen Formen des Frauen-Täublings (R. cyanoxantha) fehlt dieser charakteristische Geruch.

## Ökologie und Verbreitung

Europäische Länder mit Fundnachweisen des Grünen Herings-Täublings.
Legende:
Länder mit Fundmeldungen
Länder ohne Nachweise
keine Daten
außereuropäische Länder

Der Grüne Herings-Täubling ist im Laubwald unter Birken, Eichen, Edelkastanien, Rotbuchen und Linden auf sauren Böden zu finden. Die Fruchtkörper erscheinen von August bis Oktober.
Der Pilz ist zerstreut in Mittel- und Westeuropa anzutreffen. Er wurde in Frankreich, Luxemburg, den Niederlanden, Österreich, Deutschland, Ungarn, Dänemark, Finnland, der Slowakei und Estland nachgewiesen.

## Systematik

### Infragenerische Systematik
Der Grüne Herings-Täubling wird von Bon in die Untersektion Xerampelinae gestellt, die ihrerseits innerhalb der Sektion Viridantes steht. Die Untersektion enthält mittelgroße bis robuste Täublinge, die mit verschiedenen Laubbäumen eine Symbiose eingehen. Ihr leicht gilbendes oder bräundendes Fleisch hat einen milden Geschmack und riecht nach Hering oder Krabben. Mit Eisensulfat verfärbt es sich grün. Bei Romagnesi steht der Täubling in der Sektion Viridantinae.

## Bedeutung
Der Grüne Herings-Täubling ist essbar.